# Глобула (астрономия)

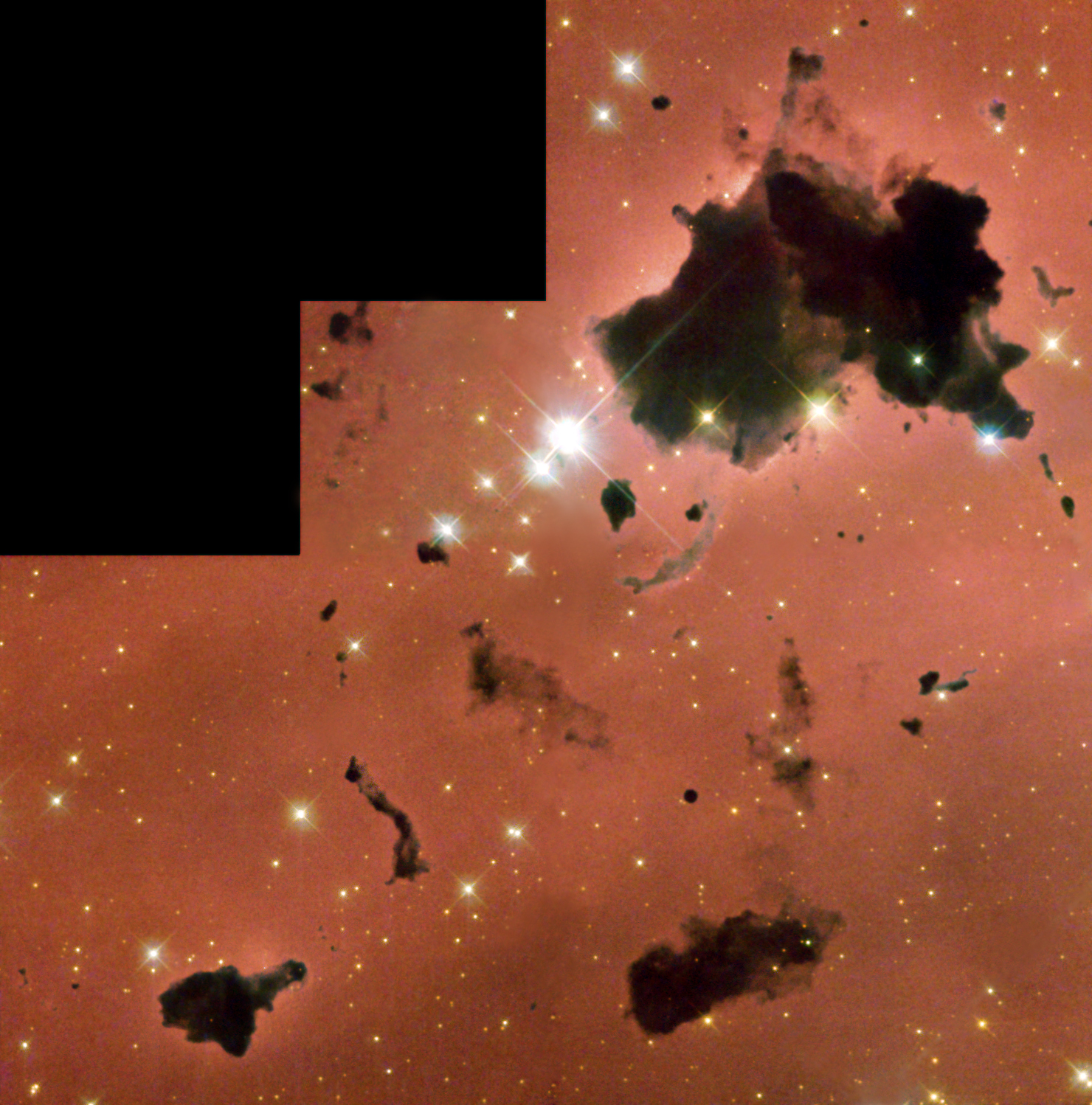
Глобулы в IC 2944, фотография сделана Телескопом Хаббла

Глобула — тёмная газо-пылевая туманность, как правило, наблюдаемая на фоне других светлых туманностей или звёзд.

## Особенности
От других тёмных туманностей глобулу отличают резко очерченные границы и более высокая плотность составляющего её вещества, из-за чего глобула практически непрозрачна. Масса глобул находится в диапазоне 1-100 солнечных масс, при этом концентрация вещества оценивается в 104-106 см−3.
Химический состав глобул типичен для межзвёздного вещества: в основном это молекулярный водород, гелий, оксиды углерода и небольшая доля кремния.
Для глобул характерна очень низкая температура: она не превышает 30 К и может опускаться до 8 К.

## Образование
Глобулы, как и туманности в целом, могут образовываться различными способами. Маленькие глобулы в светлых туманностях образовались, по-видимому, благодаря флуктуациям плотности межзвёздной среды, сильно сжавшейся под давлением окружающего горячего газа. Возможно, что со временем большинство из этих глобул рассеется под действием внешних факторов (температуры, давления, излучения).
Большие глобулы имеют массу, достаточную для того, чтобы сжиматься под действием собственного гравитационного поля. В этом случае становится возможным начало процесса звездообразования.

## Известные примеры
- Конская Голова (туманность)
- Змея (туманность) (Barnard 72)
- Угольный Мешок
- Фрагменты Туманности Орла
- Молекулярное облако Барнард 68

В начале XX века американский астроном Эдвард Эмерсон Барнард составил каталог 349 тёмных туманностей, большинство из которых можно отнести к глобулам.